# Orthetrum albistylum
Orthétrum à stylets blancs
Espèce
Statut de conservation UICN

 LC  : Préoccupation mineure
Orthetrum albistylum, l'Orthétrum à stylets blancs, est une espèce d'insectes odonates de la famille des Libellulidae, présente dans une majeure partie de l'Eurasie.

## Description

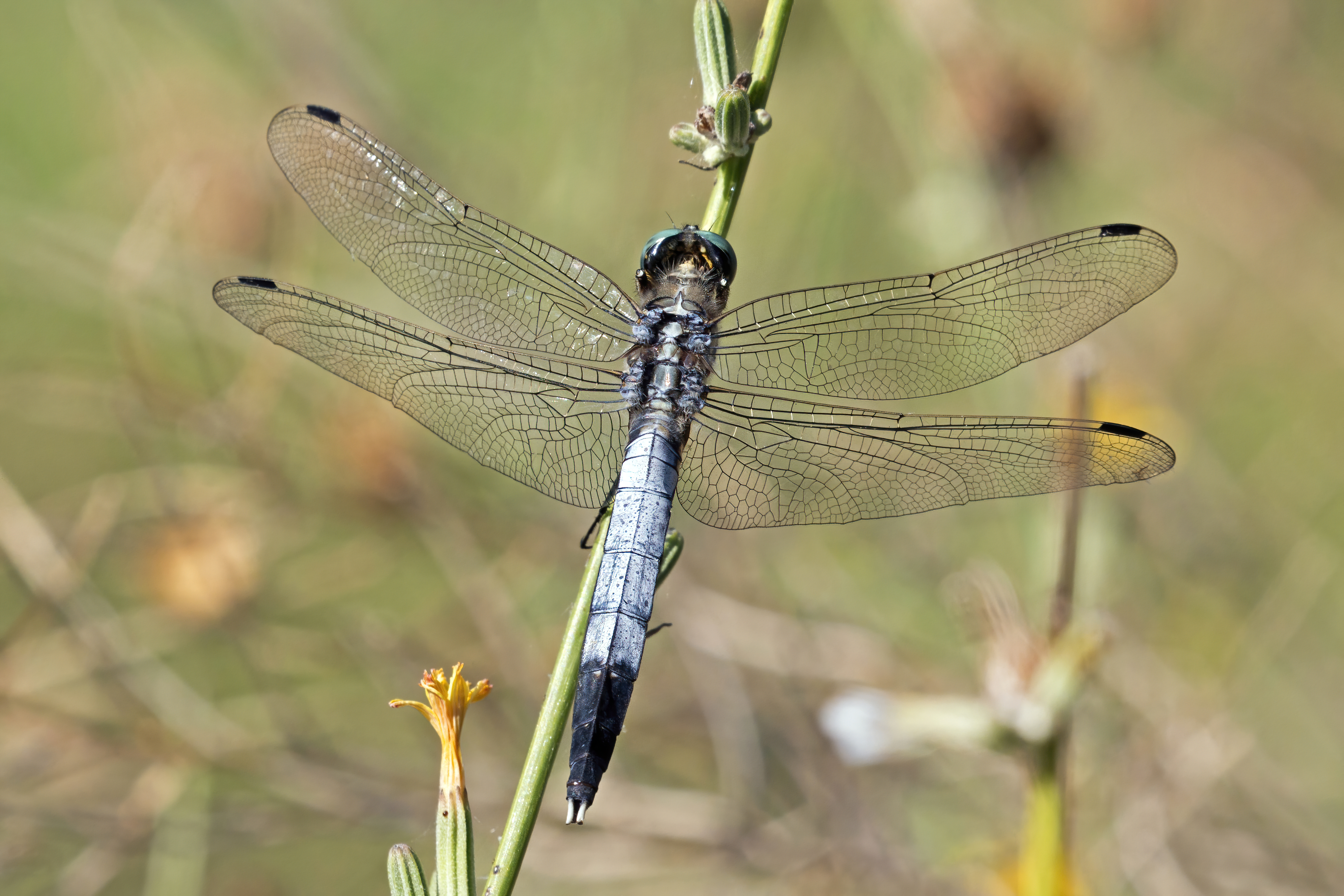
Mâle vu du dessus.

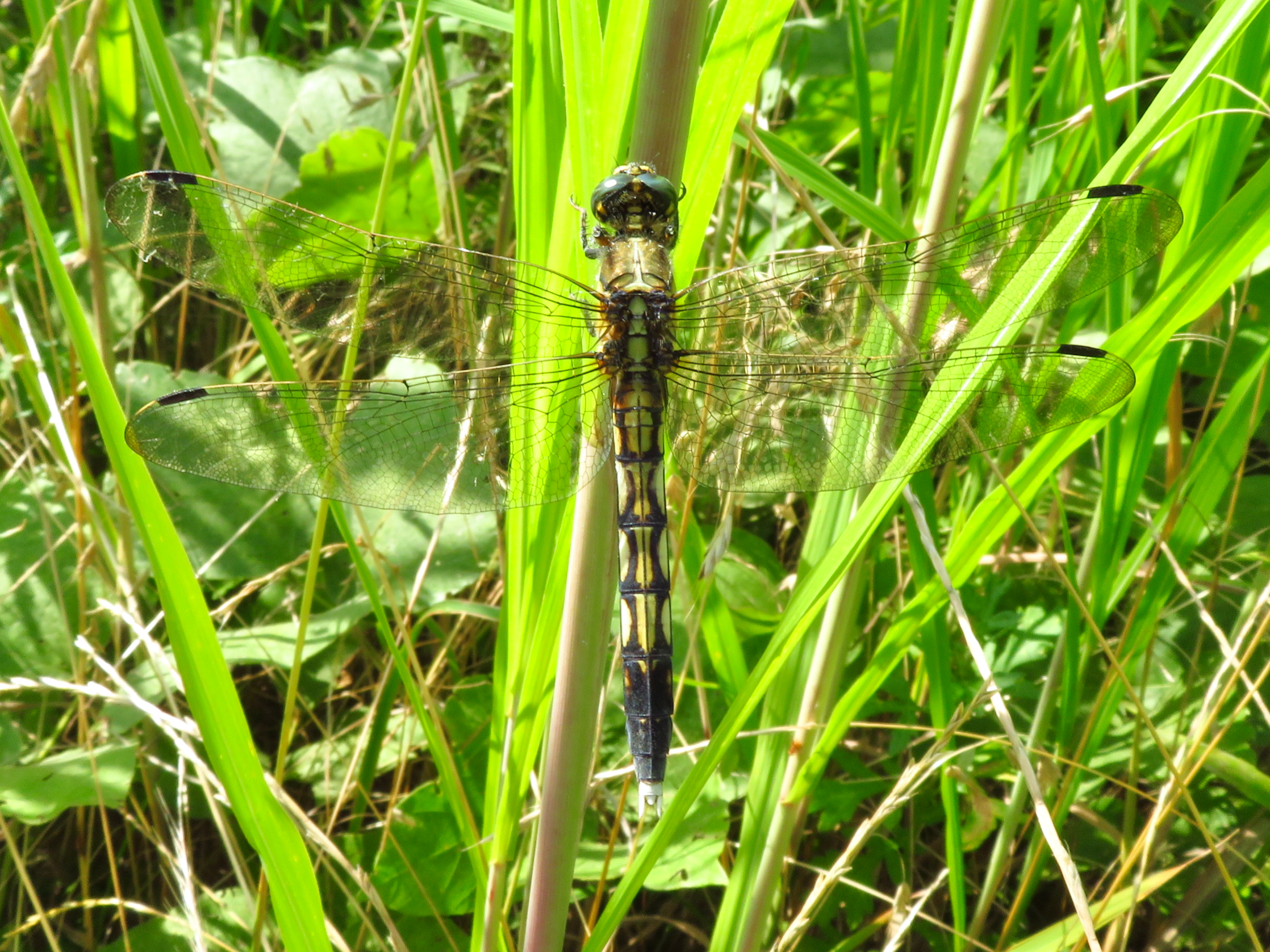
Femelle vue du dessus.

C'est un anisoptère massif, les adultes mesurant 45 à 50 mm de long, leurs ailes postérieures mesurant 33 à 38 mm de long. Les appendices anaux sont de couleur blanche, d'où le nom d'« Orthétrum à stylets blancs ». Ceci permet de différencier cette espèce de l'Orthétrum réticulé (Orthetrum cancellatum) qui est très semblable.
Le mâle est de couleur bleue, les cotés du thorax arborant deux bandes claires, tandis que la femelle est jaune et noire. Les ailes sont entièrement hyalines (c'est-à-dire transparentes comme le verre), avec des nervures jaunâtres sur leur bord antérieur. L'exuvie et le dernier stade larvaire présentent un masque en cuillère sans sillon à la base avec des dents assez régulières. Ils sont longs de 21 à 25 mm et ne présentent aucune épine dorsale, sauf leur abdomen qui porte de petites épines latérales sur les segments 8 et 9.

## Habitat et répartition
Cette espèce habite les étangs et les lacs ouverts, y compris les plans d'eau artificiels,. Les cultures et la pollution de l'eau qui en découle sont l'une des menaces affectant l'habitat.

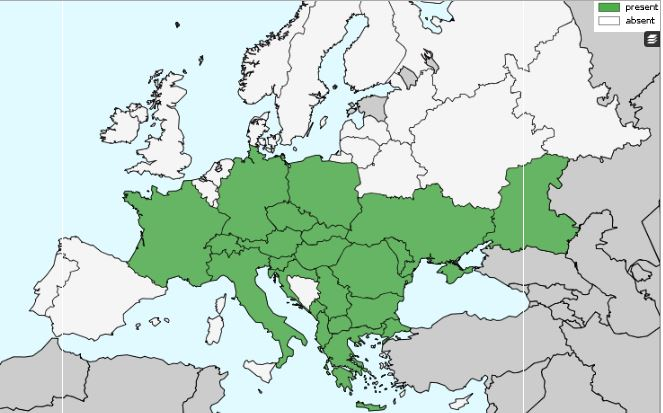
Répartition en Europe.

L'Orthétrum à stylets blancs est présent de l'Europe occidentale jusqu'au Japon, occupant principalement les parties les plus chaudes des régions tempérées d'Europe et d'Asie. Son aire de répartition est souvent inégale, mais cela peut également refléter des lacunes dans les relevés de terrain. L'espèce est répandue en Europe centrale et dans les Balkans, puis dispersée jusqu'en Asie centrale. Elle semble presque absente en Chine mais est représentée par quelques colonies dans les sources thermales chaudes de la zone du rift du lac Baïkal, dans le sud de la Sibérie centrale. Plus à l'est, elle apparaît sporadiquement dans l'Extrême-Orient russe et sa présence augmente jusqu'en Corée du Sud et dans l'ensemble du Japon, où elle est commune. En Europe occidentale, il a étendu son aire de répartition vers le nord en France, Belgique, Allemagne, Pologne, dans les Pays baltes et en Biélorussie. Au sud, elle a été signalée en Espagne.
L'UICN (22 août 2023) donne une liste des pays où l'espèce a été recensée : Albanie, Allemagne, Arménie, Autriche, Azerbaïdjan, Belgique, Biélorussie, Bosnie-Herzégovine, Bulgarie, Chine, Corée du Nord, Corée du Sud, Croatie, France, Grèce, Géorgie, Hongrie, Iran, Italie, Japon, Kazakhstan, Kirghizistan, Macédoine du Nord, Moldavie, Mongolie, Monténégro, Ouzbékistan, Pologne, Roumanie, Russie, Serbie, Slovaquie, Slovénie, Suisse, Tadjikistan, Tchéquie, Turkménistan, Turquie, Ukraine, Taïwan.
L'espèce est souvent commune dans son aire de répartition, qui est assez vaste, et vit dans des habitats souvent pas menacés. Elle a également étendu son aire de répartition vers le nord. Elle est donc évaluée par l'UICN (22 août 2023) comme étant de « préoccupation mineure » (LC).

## Cycle de vie

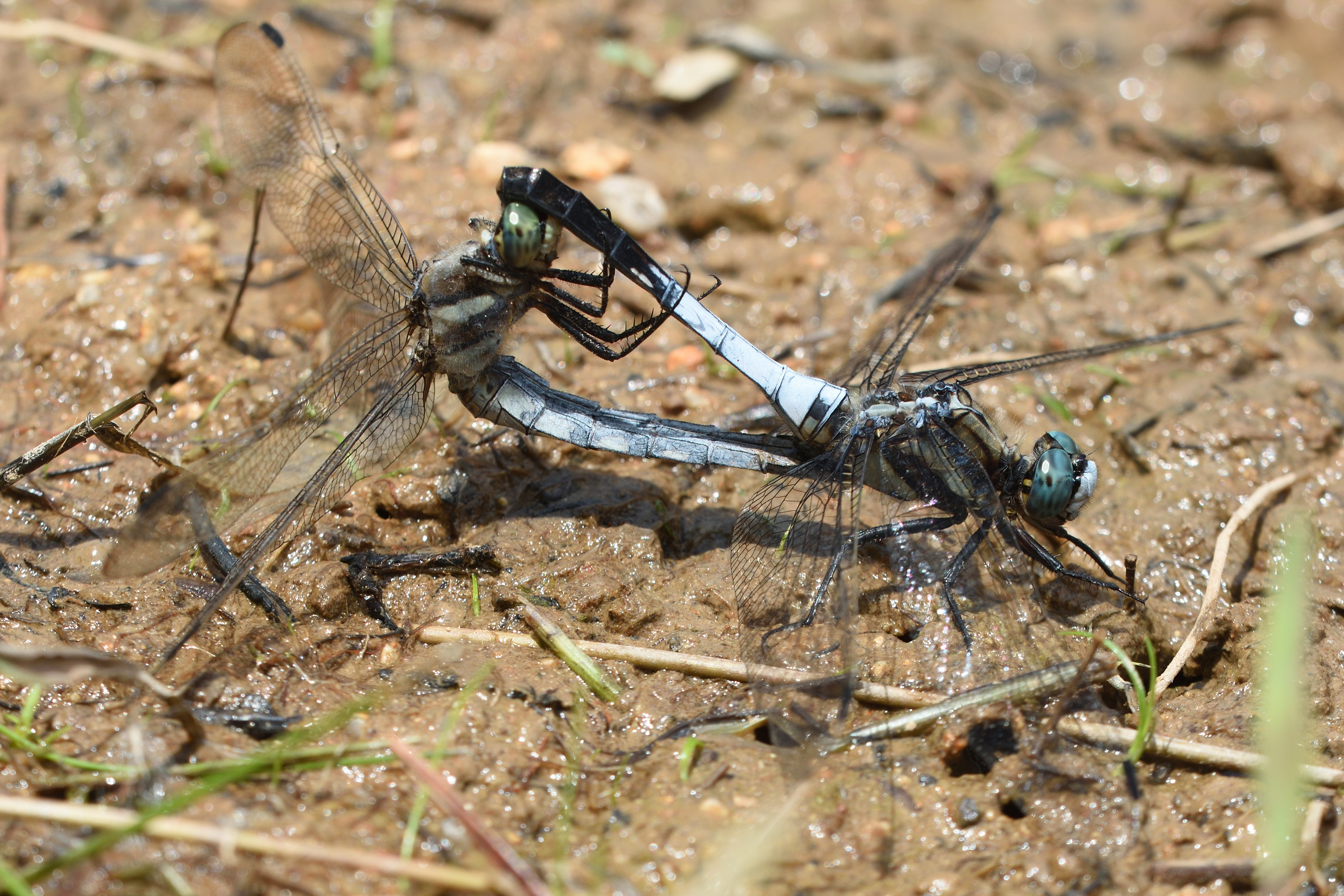
Accouplement de la sous-espèce Orthetrum albistylum speciosum (Japon).

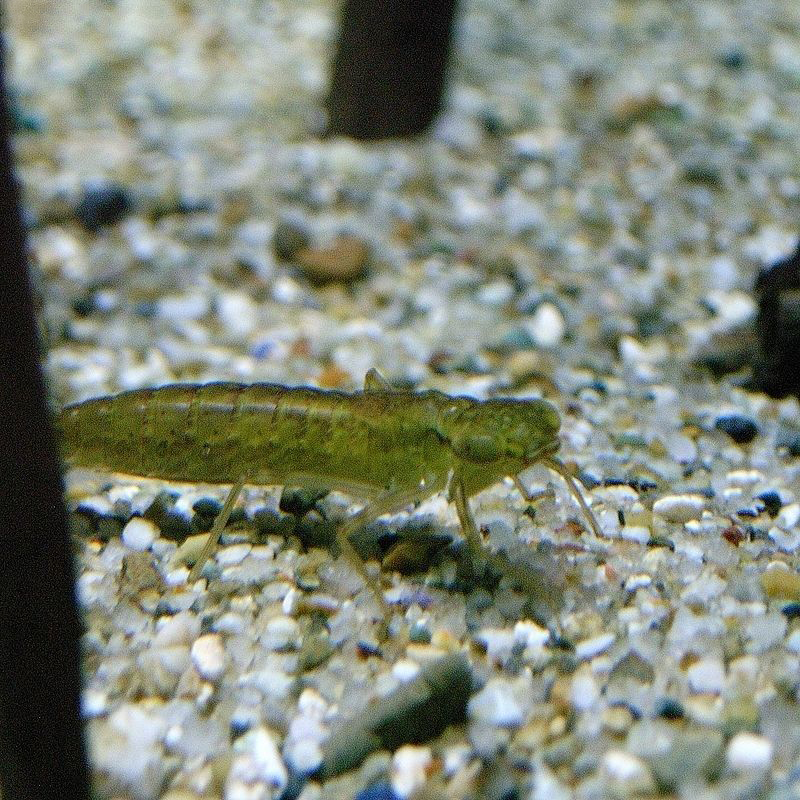
Larve au fond de l'eau.

Les larves se développent à la surface du fond dans des milieux stagnants à faiblement courant tels que des étangs, des mares ou des bras-morts. Les adultes ont un comportement pionnier et colonisent rapidement les milieux nouvellement formés. Ils se posent souvent dans la végétation ou patrouillent au-dessus de l'eau.
Les œufs, enveloppés de mucus et pondus dans l'eau, s'accrochent au premier support qu'ils rencontrent, puis éclosent au bout de deux à six semaines. Le développement larvaire dure un an et compte treize stades environ. La période de vol des adultes s'étale du début du mois de mai jusqu'au début du mois de septembre. Les mâles matures sont assez territoriaux et entrent en compétition directe avec l'Orthétrum réticulé.

## Alimentation

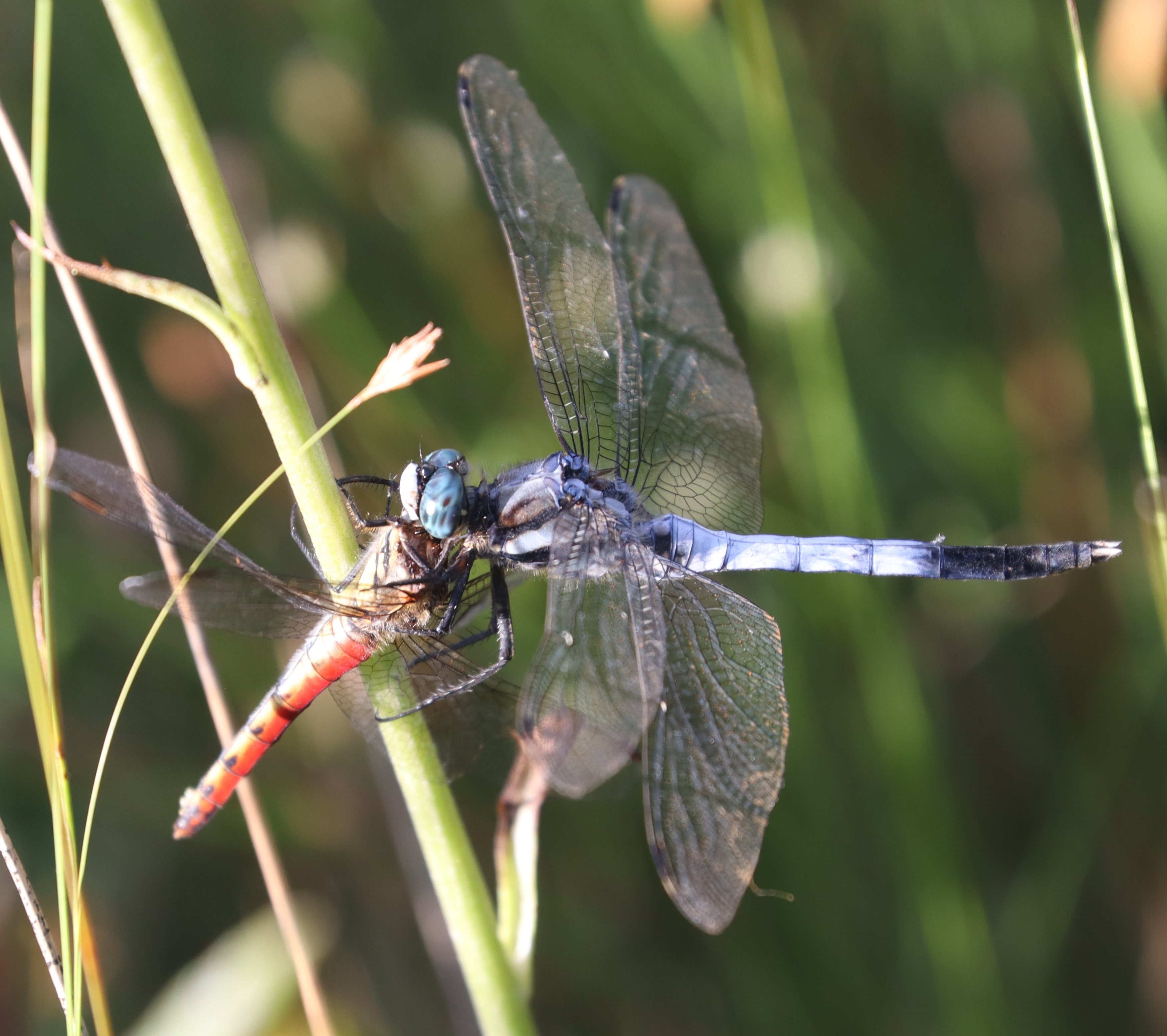
Mâle de la sous-espèce Orthetrum albistylum speciosum consommant Sympetrum frequens (Japon).

Il s'agit d'une espèce prédatrice. Les larves, notamment aux derniers stades, peuvent s'enfouir partiellement dans le sédiment fin et chassent à l'affût, attaquant les petits invertébrés qui passent à leur portée. Les adultes attrapent des proies volantes ou posées, notamment des Diptères.

## Prédateurs
Les larves sont consommées par d'autres invertébrés aquatiques, comme le Dytique (Dytiscidae spp.) ou des larves d'Anisoptères, par des oiseaux, des poissons, des micro-mammifères tels que la Musaraigne aquatique (Neomys spp.). Les imagos peuvent être consommés par des oiseaux et des araignées tissant une toile.

## Systématique
Le nom valide complet (avec auteur) de ce taxon est Orthetrum albistylum (Selys, 1848),. L'espèce a été initialement classée dans le genre Libellula sous le protonyme Libellula albistyla, par le zoologiste belge Edmond de Selys Longchamps, en 1848.
L'espèce porte en français le nom normalisé d'« Orthétrum à stylets blancs »,,.

### Synonymes
Orthetrum albistylum a pour synonymes :
- Libellula albistyla Selys, 1848[7],[3]
- Libellula albistylum Selys, 1848[5]
- Libellula albicauda Brauer, 1865[5]
- Libellula speciosa Uhler, 1858[5]
- Orthetrum albicauda (Brauer, 1865)[8]

### Sous-espèces
Selon GBIF (22 août 2023) :
- Orthetrum albistylum albistylum
- Orthetrum albistylum speciosum Uhler, 1858